# 富源杜鹃
富源杜鹃（学名：Rhododendron fuyuanense）为杜鹃花科杜鹃花属下的一个种。

## 扩展阅读
- 維基物種上的相關：富源杜鹃